# Grand Bayou (Luisiana)

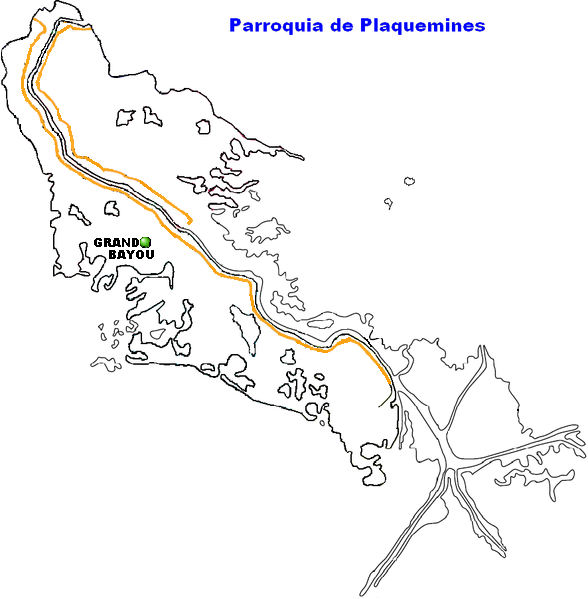
Localización de Grand Bayou en el mapa de la Parroquia de Plaquemines.

Grand Bayou es una pequeña comunidad ubicada sobre el delta del Misisipi, dentro de la parroquia de Plaquemines, en el estado de Luisiana, Estados Unidos.
Esta localidad no debe ser confundida con la comunidad de Grand Bayou Village, que es otra totalmente diferente a la de este artículo.

## Geografía
La localidad de Grand Bayou se localiza en 29°30′40″N 89°45′55″O / 29.51111, -89.76528. Esta comunidad posee solo un metro de elevación sobre el nivel del mar, convirtiéndola una zona proclive a las inundaciones. Su población se compone de menos de doscientos habitantes. Esta comunidad se localiza a 59 kilómetros de Nueva Orleans la principal ciudad de todo el estado, y a 541 kilómetros del aeropuerto internacional más cercano, el (IAH) Houston George Bush Intercontinental Airport.